# KV57
KV57 (Долина царей № 57) — гробница последнего фараона XVIII династии (Новое царство) Хоремхеба. Её разграбили ещё в древности.

## Открытие

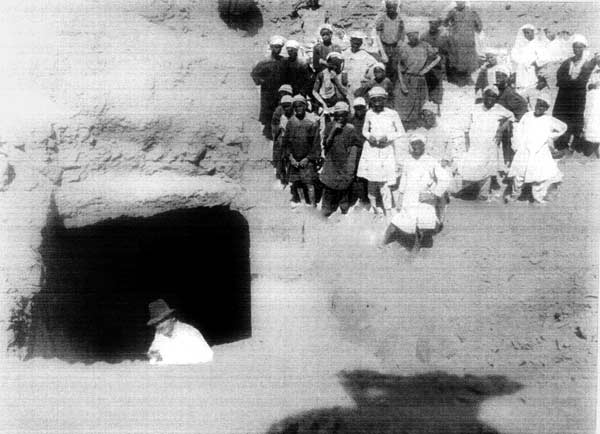
Вход в гробницу вскоре после её обнаружения

Гробницу обнаружил 22 февраля 1908 года египтолог Эдвард Айртон, спонсируемый американским миллионером Теодором М. Дэвисом. Перед этим Айртон нашёл другую гробницу, о которой планировал предоставить подробный отчёт, но в итоге тот никогда не публиковался и сегодня потерян.
В 1912 году Дэвис выпустил каталог предметов всего погребального комплекса.
В 1923 году Гари Бёртон выпустил для Музея Метрополитен собрание фотографий гробницы, а в 1971 году благодаря Эрику Хорнунгу они вышли в цвете.
Рядом расположена гробница KV58, принадлежность которой какой-либо исторической личности не установлена. Она рассматривается как подсобное помещение для гробницы Хоремхеба.

## Описание
Гробница размером 469,67 х 106,58 м2 на глубине 29,52 м по форме напоминает собаку с четырьмя расставленными лапами. Изогнутая ось XVIII династии постепенно меняется на прямую гробниц XIX—XX династий.
Гробница примечательна не просто расписными стенами, а цветными барельефами, впервые используемыми в царской гробнице. Также здесь впервые представлены фрагменты Амдуат из Книги врат.
Несмотря на продолжительное правление Хоремхеба (по Волфгангу Хельку — 12 лет и 3 месяца; по Рольфу Крауссу — 27 лет), украшения в гробнице не были окончены. Это обстоятельство помогает современным учёным прослеживать технологии и этапы нанесения рисунков на стены гробниц.
Саркофаг из красного кварцита обнаружен с разбитой крышкой. Внутри находились останки, не принадлежащие Хоремхебу.

## Галерея

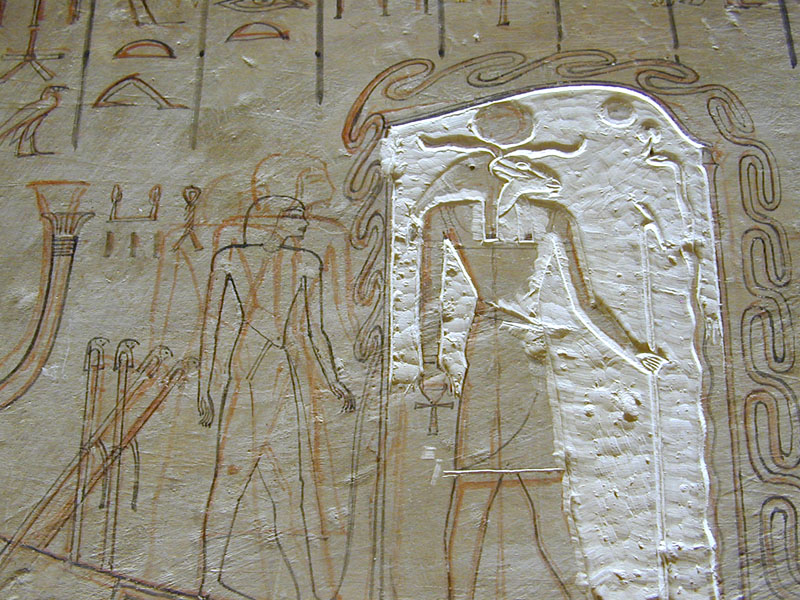
Неоконченная роспись гробницы
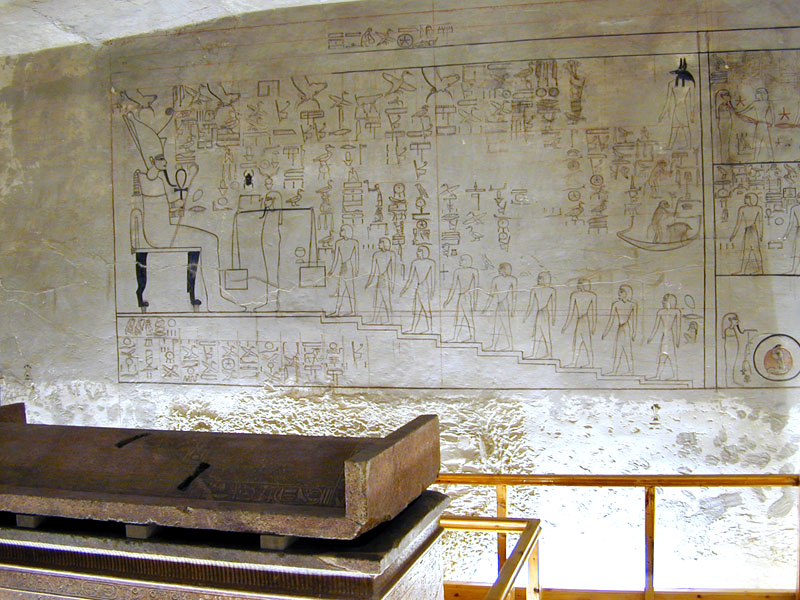
Саркофаг и настенная роспись в гробнице
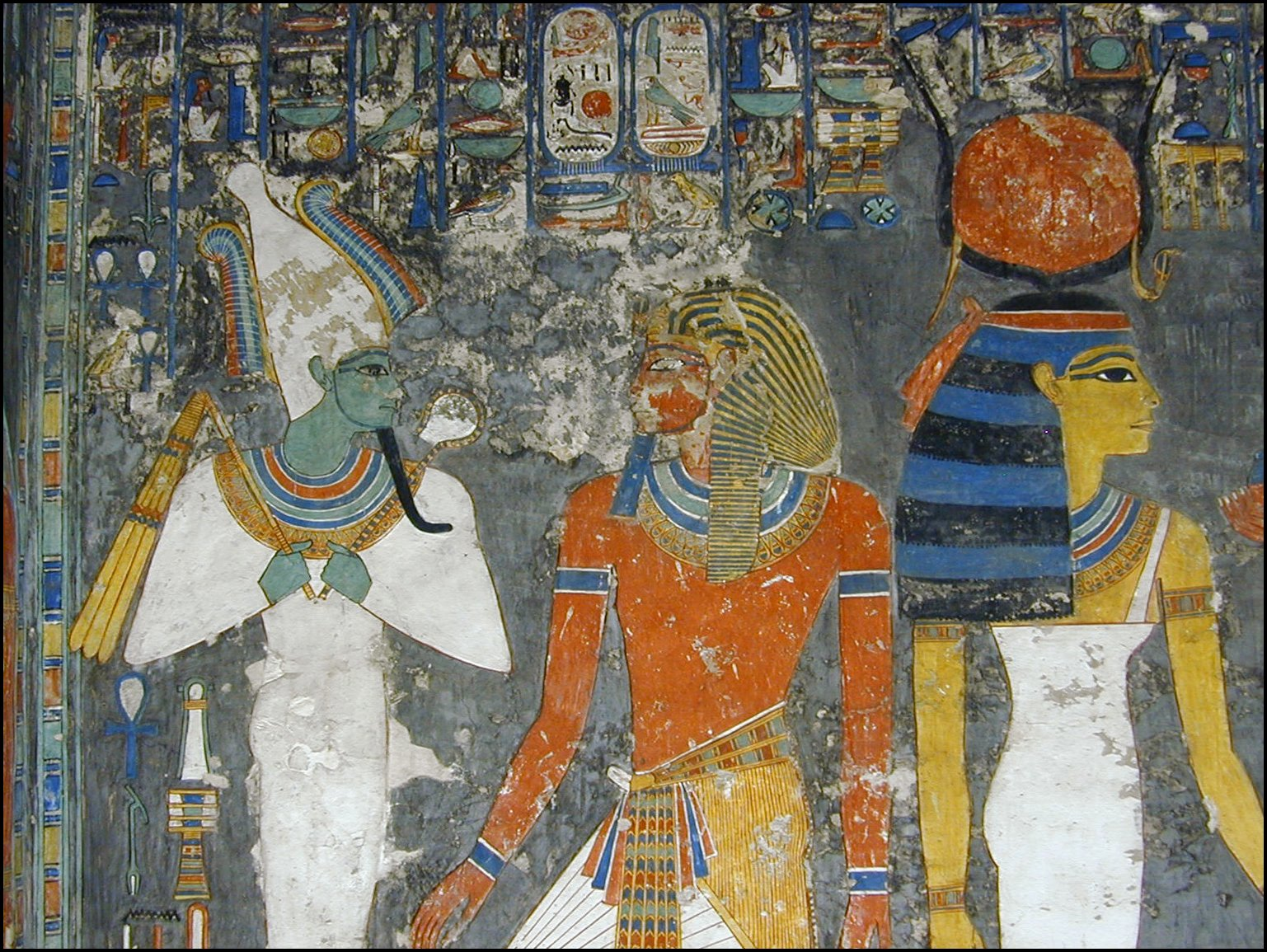
Хоремхеб в образе Осириса
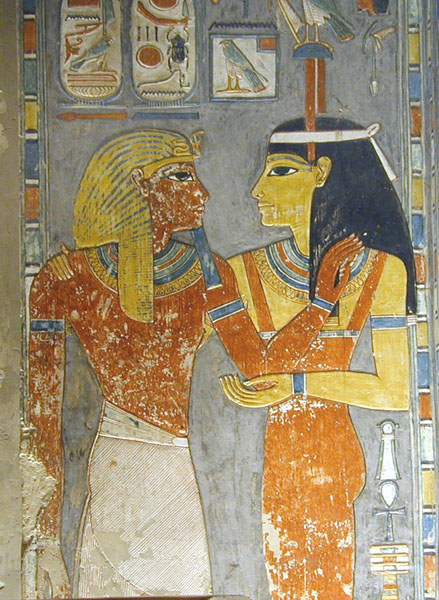
Хоремхеб и Аментет в образе Хатхор
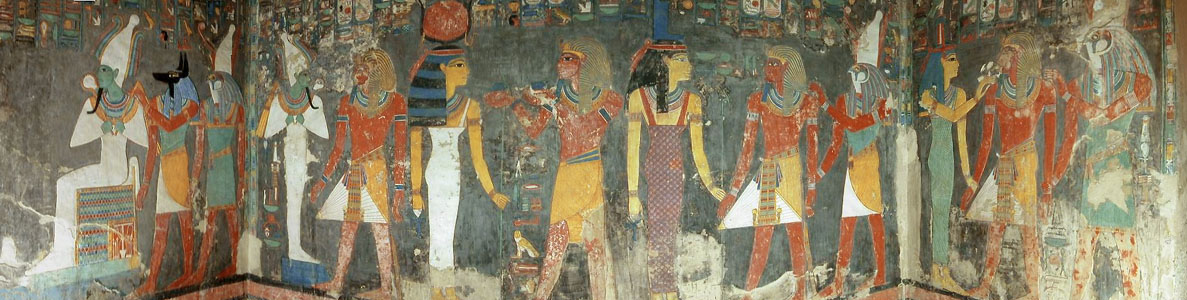
Панорама гробницы